# 387
سنة 387 م (بالأرقام الرومانية: CCCLXXXVII) كانت سنة بسيطة تبدأ يوم الجمعة (الرابط يظهر نموذج الجدول الزمني الكامل للسنة) من التقويم اليولياني. في ذلك الوقت كانت هذه السنة تعرف على أنها سنة تولي القنصلية من قبل أغسطس وأوتروبيوس (وتعرف على نطاق أضيق بسنة 1140 من تاريخ تأسيس روما). بدأت تسمية السنة ب387 منذ العصور الوسطى المبكرة، عندما أصبح تقويم أنو دوميني هو الأسلوب السائد في أوروبا لتسمية السنوات.

## أحداث
تقسيم أرمينيا بين الروم والفرس

## وفيات
- مونيكا قديسة أم أوغسطين